# Orthodoxe Kerk van Sint-Constantijn en Sint-Michaël
De Orthodoxe Kerk van Sint-Constantijn en Sint-Michaël, in de volksmond ook bekend onder de naam Romanov-kerk, is een orthodoxe kerk op een van de hogere punten van de Litouwse hoofdstad Vilnius.

## Geschiedenis en architectuur

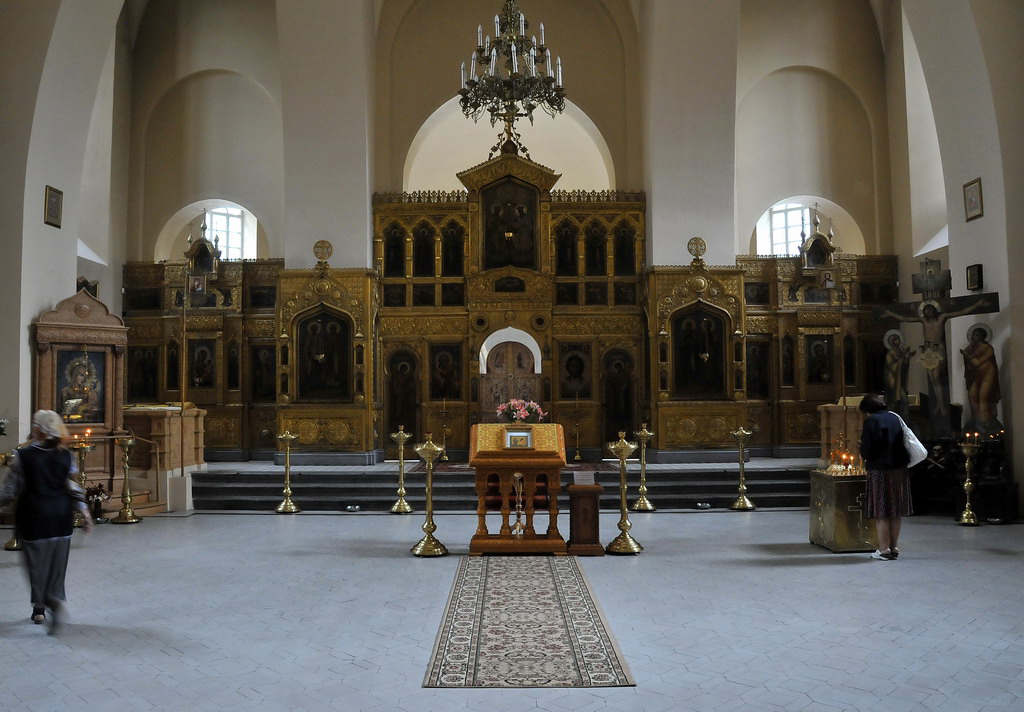
Iconostase

De kerk werd in de jaren 1911-1913 ter gelegenheid van het 300-jarig jubileum van de Romanovs op de troon van het tsaristische Rusland gebouwd. De filantroop Ivan Kolesnikov maakte de bouw van de kerk mogelijk. Het kerkgebouw werd in aanwezigheid van grootvorstin Elizabeth Fjodorovna op 13 mei 1913 geopend.
Tijdens de Eerste Wereldoorlog werd het gebouw door de Duitsers gebruikt om er overtreders van de avondklok in te detineren. De kerk werd in de jaren 1921-1926 gerenoveerd.
Toen Litouwen een deelrepubliek was van de Sovjet-Unie bleef de kerk de gehele periode als parochiekerk in functie.
De bouwmeesters van de in gele baksteen in de vorm van de Grieks kruis gebouwde kerk inspireerden zich op de kerkarchitectuur van het Soezdal en Rostov.
Zo opvallend de groene koepels en het rijk gedecoreerde stucwerk van het exterieur van de kerk zijn, zo eenvoudig is het interieur van de kerk. In het verder geheel witte interieur vormt alleen de iconostase een fraai kunstwerk in de kerk.